# Ausfallstraßen (Bützow)
Die  Ausfallstraßen  sind ein Straßenzug von vier Straßen im einst umwallten historischen Stadtkern der ehemaligen Bischofsresidenz und Universitätsstadt Bützow im Landkreis Rostock in Mecklenburg.

## Geografische Lage
- Am Ausfall  (53° 50′ 49,9″ N, 11° 59′ 5,3″ O) verbindet  zu einem Teil als Einbahnstraße, die Lange Straße mit der Kreuzung Gartenstraße, Am Ausfall und die 2. Ausfallstraße, zum anderen Teil als weiterführende Anliegerstraße, die in beide Richtungen befahrbar ist, die 3. Ausfallstraße und die Schlossstraße. Der Fahrbahnbelag variiert aus Kopfsteinpflaster und Asphalt.

- 1. Ausfallstraße (53° 50′ 51″ N, 11° 59′ 3,1″ O) verbindet als Gehweg, die Lange Straße mit der Straße Am Ausfall. Der Bodenbelag besteht aus Kopfsteinpflaster.

- 2. Ausfallstraße (53° 50′ 50,9″ N, 11° 58′ 58,5″ O) verbindet als Einbahnstraße (von Süden nach Norden), die Kreuzung Gartenstraße und die Straße Am Ausfall mit der Langen Straße. Der Fahrbahnbelag besteht aus Kopfsteinpflaster.

- 3. Ausfallstraße (53° 50′ 50,8″ N, 11° 58′ 47,4″ O) verbindet als Anliegerstraße, die in beide Richtungen befahrbar ist, die Straße Am Ausfall mit der Schlossstraße. Der Fahrbahnbelag besteht aus Kopfsteinpflaster.

## Geschichte

### Am Ausfall

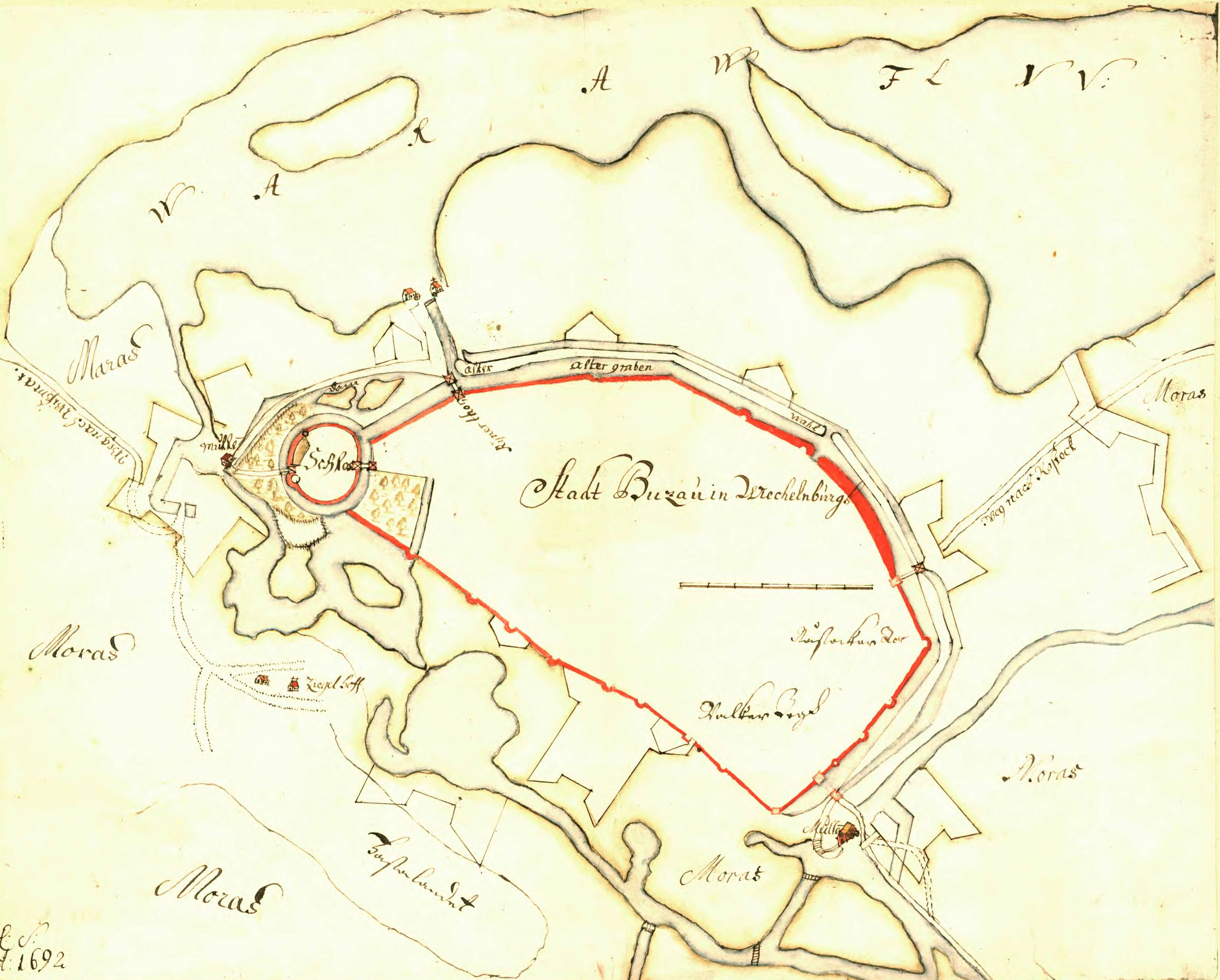
Karte mit Stadtmauer

Im Jahr 1249 ließ Bischof Rudolph I. seine Bischofsresidenz, die Stadt Bützow, mit einer Wallanlage befestigen. Die Befestigung bestand aus einer umschließenden Stadtmauer und Palisaden mit im Westen, Norden und Osten liegenden Stadttoren mit Schanzen und einem im Süden liegenden, nach dem Gebiet benannten Nebentor (Ausfalltor) an das sich ein Stege über die Warnow (heute: Ausfallwasser) anschloss. Das Gebiet zwischen der Südmauer zum Warnowarn und dem entstehenden Stadtgebiet erhielt durch seine taktische Lage den Namen  Ausfall. Infolgedessen bildete das Gebiet Am Ausfall und das Ausfalltor den Beginn von Ausfallstraßen.

### 1. bis 3. Ausfallstraße
Es entstanden drei Querwege südlich zur Mauer, einer führte von Hauptweg Vorm Schloße zwischen dem Stadtgebiet und dem späteren fürstlichen Lustgarten bis an die Ausfallmauer. Ein weiterer führte vom Markt zur Mauer. Der dritte entstand auf der Nordseite der Langen Straße nahe dem Wolker Thor zur Mauer.

## Straßenname im Wandel der Zeit

### Am Ausfall
In dem noch erhaltenen Archivmaterial wird das Gebiet 1714 zum ersten Mal genannt. Der Kommandant der Garnison, Obrist von Kohlhans, verlangt vom Rat den Schlüssel zum Ausfall. Von 1663 bis 1888 wechselte der Name von 1771 bis 1850 wechselte der Name von: Straße nach dem Ausfall, Außfall Straße, Ausfall, der Ausfall, Am Ausfalle, Ausfallstraße. und Große Ausfallstraße. Die heutige Namensform Am Ausfall erscheint in der Volkszählung der Stadt Bützow von 1900 zum ersten Mal und ist bis heute unverändert geblieben.

### 1. bis 3. Ausfallstraße
Der erste Beleg in dem noch erhaltenen Archivmaterial erscheint 1581 als Faule Straße(heute: 1. Ausfallstraße) Ein weiterer 1716 als quergaße vom Ellerbroock übers Markt nach der Mauer Süderseits.(heute: 2. Ausfallstraße) Der dritte Weg erscheint zum ersten Mal als Eine Straße zum Ausfalle(heute: 3. Ausfallstraße)
Die heutigen Namensformen der 1., 2. und 3. Ausfallstraße erscheinen in der Volkszählung der Stadt Bützow von 1900 zum ersten Mal und ist bis heute unverändert geblieben.

## Bebauung

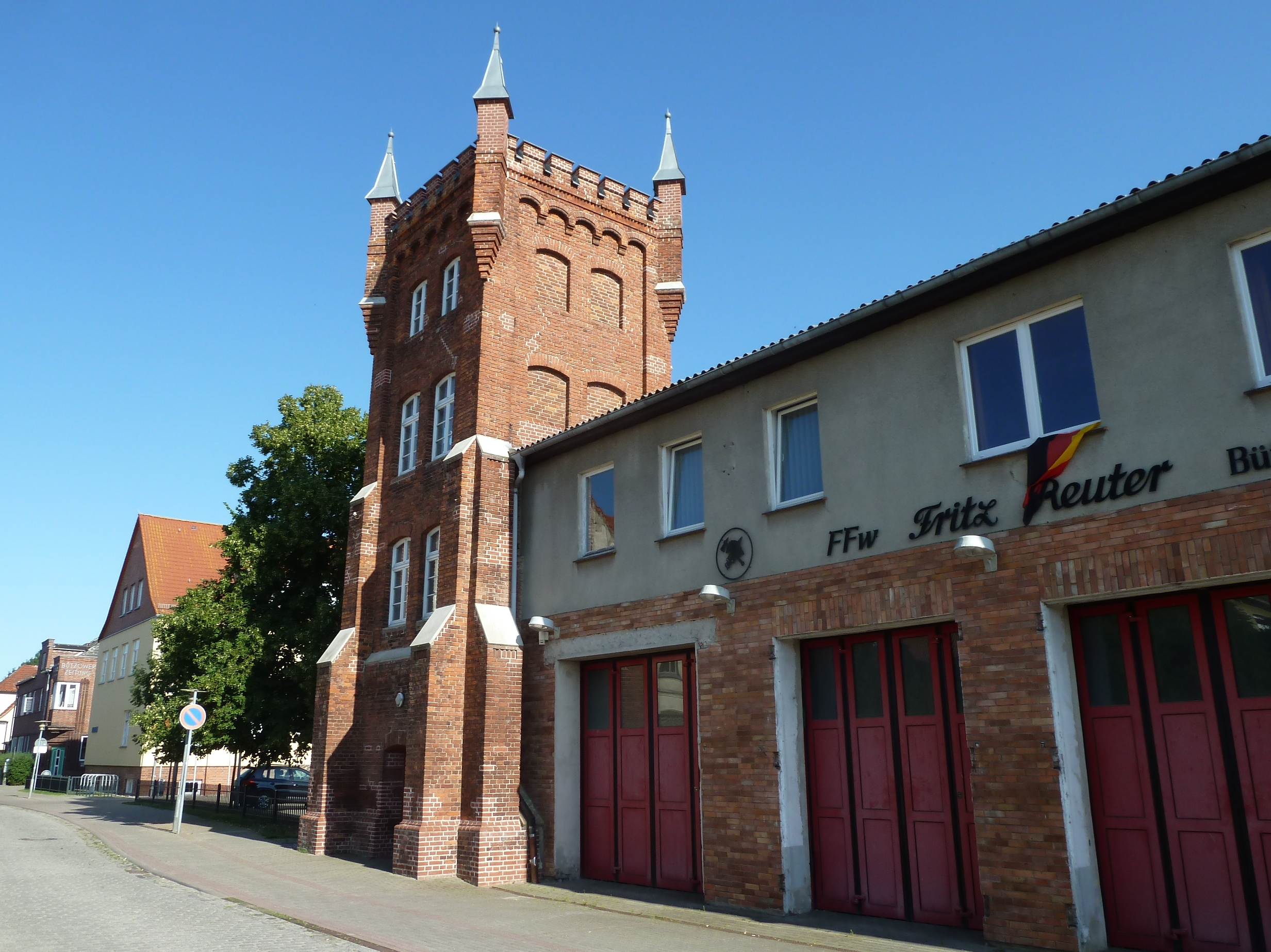
Historisches Feuerwehrgebäude

An der Straße stehen zumeist zwei- bis dreigeschossige Wohnhäuser. Bis 1900 waren folgende Häuser gebaut und  Hausnummern vergeben.
Die Denkmalplakette  kennzeichnet Baudenkmale der Ausfallstraßen.

### Am Ausfall
| Haus Nr. | Historische Haus- nummer bis 1908 |  | Geschichtliche Anmerkungen                                                       | Eigentümer oder Verwendung                                                 |
| -------- | --------------------------------- |  | -------------------------------------------------------------------------------- | -------------------------------------------------------------------------- |
| 1        | 425                               |  | Villa Marie erbaut 1902                                                          | ehemals: Kaufmann Peter Rosenwanger, später: Kaufmann A. Schulz            |
| 2        | 426                               |  |                                                                                  |                                                                            |
| 3        | 427                               |  |                                                                                  | ehemals: Ackerbürger Christian Voß                                         |
| 4        | 428                               |  | Neubau der Nr. 4 in den 1990er Jahren, ursprüngliches Haus existiert nicht mehr. | ehemals: Tischler August Sahlmann, später: Schuhmachermeister W. Hucksdorf |
| 5        | 427A                              |  |                                                                                  | ehemals: Bauunternehmer Friedrich Sievert                                  |
| 6        | 427B                              |  | Haus existiert nicht mehr.                                                       | ehemals: Bauunternehmer Friedrich Sievert                                  |
| 7        | 427C                              |  |                                                                                  | ehemals: Bauunternehmer Friedrich Sievert                                  |
| 8        | 429                               |  | Haus existiert nicht mehr.                                                       | ehemals: Schlachter Heinrich Ohrmann                                       |
| 9        | 24B                               |  | Heute Am Ausfall 32                                                              | ehemals: Realgymnasium zu Bützow, später: Geschwister-Scholl Oberschule    |
| 10       | 24A                               |  | heute die Nr. 36                                                                 | ehemals: Herberge zur Heimat, später: Bauunternehmer Ludwig Fahs           |
| 11       | 36A                               |  |                                                                                  |                                                                            |
| 12       | 429A                              |  |                                                                                  | ehemals: Schützenzupft der Stadt Bützow                                    |
| 13       | 431A                              |  |                                                                                  |                                                                            |
| 14       | 24K                               |  |                                                                                  |                                                                            |
| 15       | 24J                               |  |                                                                                  | ehemals: Bauunternehmer Joachim Buchholz                                   |
| 16       | 24H                               |  |                                                                                  |                                                                            |
| 17       | 24G                               |  |                                                                                  |                                                                            |
| 18       | 24F                               |  |                                                                                  | ehemals: Kaufmann Heinrich Biermann                                        |
| 19       | 24E                               |  |                                                                                  |                                                                            |
| 20       | 24D                               |  |                                                                                  |                                                                            |
| 21       | 24C                               |  | heute die Nr. 47, 49                                                             | Spritzenturm der Feuerwehr                                                 |

### 1. Ausfallstraße
| Haus Nr. | Historische Haus- nummer bis 1908 |  | Geschichtliche Anmerkungen                                        | Eigentümer oder Verwendung         |
| -------- | --------------------------------- |  | ----------------------------------------------------------------- | ---------------------------------- |
| 1        | 12                                |  |                                                                   |                                    |
| 2        | 13                                |  |                                                                   |                                    |
| 3        | 14                                |  | Haus existiert nicht mehr. Nach 1990 durch Gasexplosion zerstört. | ehemals: Schuhmeister Heinrich Mau |

### 2. Ausfallstraße
| Haus Nr. | Historische Haus- nummer bis 1908 |  | Geschichtliche Anmerkungen | Eigentümer oder Verwendung                                            |
| -------- | --------------------------------- |  | -------------------------- | --------------------------------------------------------------------- |
| 1        | 23B                               |  |                            | ehemals: Fuhrmann Fritz Brott                                         |
| 2        | 24A                               |  |                            | ehemals: Maurermeister Johann Voth, später: Maurermeister Rudolf Voth |
| 3        | 437                               |  |                            | ehemals: Essigbrauer Johannes Westphal                                |

### 3. Ausfallstraße
| Haus Nr. | Historische Haus- nummer bis 1908 |  | Geschichtliche Anmerkungen | Eigentümer oder Verwendung                                                        |
| -------- | --------------------------------- |  | -------------------------- | --------------------------------------------------------------------------------- |
| 1        | 93A                               |  |                            | ehemals: Schuhmachermeister Johann Kiel, später: Schuhmachermeister Karl Vollrath |
| 2        | 451C                              |  |                            | ehemals: Tischler Wilhelm Ohse                                                    |
| 3        | 93B                               |  |                            | ehemals: Zimmermann Johann Winter                                                 |
| 4        | 451B                              |  |                            |                                                                                   |
| 5        | 93C                               |  |                            | ehemals: Stadtpfänder Johann Wilken                                               |
| 6        | 451A                              |  |                            |                                                                                   |
| 7        | 93D                               |  |                            |                                                                                   |
| 8        | 451                               |  |                            |                                                                                   |
| 9        | 93E                               |  |                            |                                                                                   |
| 11       | 93F                               |  |                            |                                                                                   |